# Hemidactylus ophiolepis
Hemidactylus ophiolepis este o specie de șopârle din genul Hemidactylus, familia Gekkonidae, descrisă de Boulenger 1903. Conform Catalogue of Life specia Hemidactylus ophiolepis nu are subspecii cunoscute.